# Svenssons Mekaniska Verkstad AB
N Svenssons Mekaniska Verkstads AB var ett lokalt verkstadsföretag i Glimåkra i nordöstra Skåne. Företaget, som var ett av de större i Glimåkra, grundades 14 juni 1924. Initiativtagare var smedmästaren Nils Svensson, trävaruhandlaren Olof Nilsson, fabrikören Nils Persson, lantbrukaren Elof Nilsson och snickaren Tilly Nilsson. Bland företagets huvudsakliga produkter kan nämnas balkongkonstruktioner, kylvattensystem till vattenkraftverk, klackbarer till varuhus och en maskin som användes inom livsmedelsindustrin för överdragning av konfektyrer med chokladmassa. Den sistnämnda produkten fick man patent på 1936. Större kunder under åren var bl.a. Höganäs AB och Volvo lastvagnar. Företaget uppgick 1986 i Finja Betong. Numera ägs lokalerna av företaget Svetsare B&J AB.
Arkivet efter Svenssons Mekaniska har bearbetats och iordningställts av Skånes Näringslivsarkiv i samarbete med Göinge hembygdsförening. Det omfattar hela tjugo hyllmeter material, bl.a. kassaböcker, fakturor, orderingångar och bokslut. Arkivet ger en god bild av utvecklingen i ett typiskt småföretag i Göingebygden.